# بات فين (ممثل)
بات فين (بالإنجليزية: Pat Finn)‏ هو ممثل أمريكي، ولد في 31 يوليو 1965 في الولايات المتحدة.

## أعمال

### أفلام
- (1999) الأعزب

### مسلسلات
- ذا سويت لايف أوف زاك أند كودي
- ذا كينغ أوف كوينز
- ذا ميدل
- هاوس
- ويزردز أوف ويفرلي بليس[2]

## وصلات خارجية
- بات فين على موقع IMDb (الإنجليزية)
- بات فين على موقع ألو سيني (الفرنسية)
- بات فين على موقع أول موفي (الإنجليزية)
- بات فين على موقع قاعدة بيانات الفيلم (الإنجليزية)
- بات فين على موقع كينوبويسك (الروسية)